# Eintracht Hildesheim
Maillots
Dernière mise à jour : 28 novembre 2018.
L' Eintracht Hildesheim est un club allemand de handball situé dans la ville de Hildesheim en Basse-Saxe. Fondé en 1922, le club a accédé à trois reprises à la 1. Bundesliga mais a été à chaque fois relégué la saison suivante. Il évolue pour la saison 2018-2019 en troisième division (3. Liga).

## Histoire

### Parcours
| Saison    | Niveau             | Rang     |
| --------- | ------------------ | -------- |
| 1998-1999 | 2. Bundesliga Nord | 3e       |
| 1999-2000 | 2. Bundesliga Nord | 2e       |
| 2000-2001 | 1. Bundesliga      | 20e (de) |
| 2001-2002 | 2. Bundesliga Nord | 8e       |
| 2002-2003 | 2. Bundesliga Nord | 4e       |
| 2003-2004 | 2. Bundesliga Nord | 5e       |
| 2004-2005 | 2. Bundesliga Nord | 2e       |
| 2005-2006 | 2. Bundesliga Nord | 1er      |
| 2006-2007 | 1. Bundesliga      | 18e      |
| 2007-2008 | 2. Bundesliga Nord | 2e       |
| 2008-2009 | 2. Bundesliga Nord | 9e       |
| 2009-2010 | 2. Bundesliga Nord | 9e       |
| 2010-2011 | 2. Bundesliga Nord | 1er      |
| 2011-2012 | 1. Bundesliga      | 18e      |
| 2012-2013 | 2. Bundesliga      | 13e      |
| 2013-2014 | 2. Bundesliga      | 13e      |
| 2014-2015 | 2. Bundesliga      | 18e      |
| 2015-2016 | 3. Liga Nord       | 4e       |
| 2016-2017 | 3. Liga Est        | 2e       |
| 2017-2018 | 2. Bundesliga      | 18e      |
| 2018-2019 | 3. Liga Est        | En cours |

## Joueurs emblématiques
- Sven-Sören Christophersen
- Viatcheslav Gorpichine
- Nicolas Ivakno (de)
- Damien Kabengele
- Nikolas Katsigiannis
- Igor Tchoumak
- Michael Thiede
- Tomasz Tłuczyński
- / Alexandre Toutchkine
- Markus Wagesreiter